# Katarina Sunesdotter

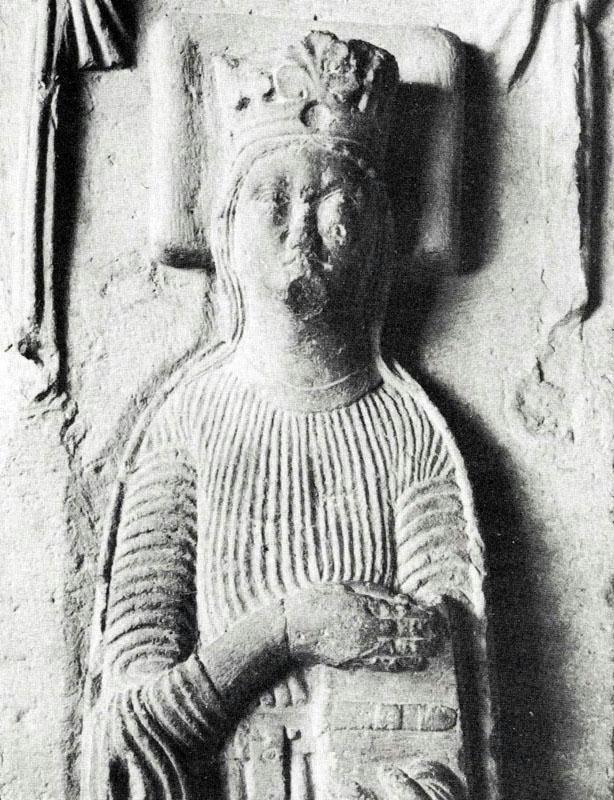
Grab von Katarina Sunesdotter

Katarina Sunesdotter (* um 1215; † 1252) war von 1243 oder 1244 bis 1250 Königin von Schweden.
Katarina war eine Tochter von Sune Folkesson, der in Schweden eine hohe Machtstellung besaß, und  seiner Gattin Helena Sverkersdotter, Tochter des schwedischen Königs Sverker II. dem Jüngeren. Katarina hatte eine Schwester namens Bengta (latinisiert Benedicta). 1243 oder 1244 heiratete sie König Erik IX. den Lahmen, mit dem sie keine Kinder hatte. Nach dem Tod ihres Gemahls im Februar 1252 zog sie sich ins Kloster Gudhem zurück. Sie besaß ausgedehnten Grundbesitz in Östergötland, Västergötland, Småland, Södermanland (darunter Teile von Nyköping) sowie Seeland und machte dem Kloster Gudhem und ihren Verwandten große Schenkungen. So übertrug sie ihrer Schwester Bengta die Stadt Söderköping.
Nach ihrem Tod 1252 wurde Katarina im Kloster Gudhem beigesetzt. Ein von dort stammender, heute im Staatlichen Geschichtsmuseum von Stockholm befindlicher Sarg, der jener Katarinas sein soll, trägt auf seinem Deckel die Skulptur einer gekrönten Frau. Diese Grabskulptur gehört zu den ältesten schwedischen Königinnenfiguren.